# Mason (DJ)
Mason (* 17. Januar 1980 in Amsterdam; eigentlich: Iason Chronis) ist ein niederländischer House-DJ und Produzent.

## Biografie
Im Alter von sechs Jahren begann Iason Chronis eine klassische Ausbildung auf der Violine. Von 1987 bis 1991 war er außerdem Mitglied im Kinderchor Kinderen voor Kinderen. Später begann er Musik zu produzieren. Im Jahr 2006 erfolgte sein Durchbruch mit der Single Exceeder. Die Originalversion hatte noch keine Vocals. Im folgenden Jahr erschien dann Perfect (Exceeder), eine neue Version mit Vocals von Princess Superstar. Diese Single erzielte Chartplatzierungen in verschiedenen Ländern und erreichte Platz 3 in den britischen Singlecharts.
Chronis arbeitete in der Folgezeit mit seinem Studiopartner Coen Berrier an einem Debütalbum und hatte dafür auch Kollaborationen mit Künstlern wie dem Rapper DMC von Run-D.M.C., Kurtis Blow, Sam Sparro, Debbie Clare und der ehemaligen Moloko-Sängerin Róisín Murphy. Das Album mit dem Namen Boadicea erschien 2011. Im selben Jahr erschienen ebenfalls die Alben They Are Among Us und Little Angel.
2023 wurde Perfect (Exceeder) im Soundtrack zum Film Saltburn verwendet. Nach der Streaming-Veröffentlichung zum Jahresende wurde der Song zum Hit bei TikTok und kehrte anschließend in die Charts zurück.

## Diskografie

### Alben
- 2011: Boadicea
- 2011: They Are Among Us
- 2011: Little Angel
- 2012: Superimposer
- 2014: Zoa
- 2014: Solid Gold / Salamander
- 2016: Nite Rites
- 2019: Amphibia
- 2020: Frisky Biscuits
- 2023: Chroma Panorama

### Singles
- 2004: Helikopter EP
- 2005: The Screetch
- 2006: Bermuda Triangle / Nightronics
- 2006: Exceeder / Follow Me (UK: Silber)
- 2007: Bigboy Exercises / You Make Me Wanna Dance
- 2007: Quarter

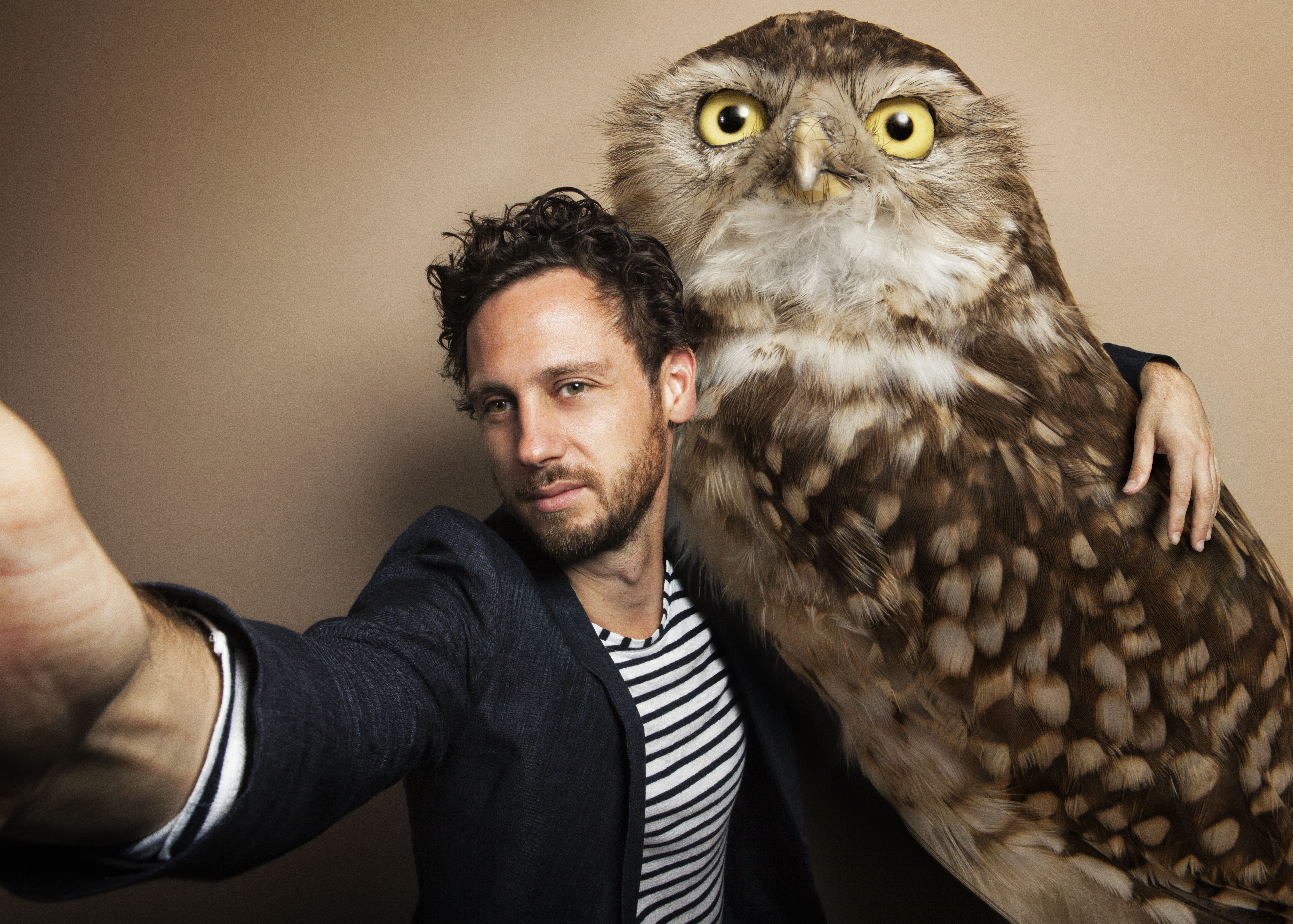
Mason (2016)

- 2007: Perfect (Exceeder) (vs. Princess Superstar)
- 2008: The Ridge
- 2009: Artex
- 2010: Corrected (feat. DMC & Sam Sparro)
- 2012: Animat

### Remixe
- 2006: BeatFreakz – Superfreak
- 2007: Cygnus X – The Orange Theme
- 2007: Freeform Five – No More Conversations
- 2007: DJ DLG – Xess
- 2008: Moby – I’m In Love
- 2008: Robyn – Cobrastyle
- 2009: Martin Solveig – One 2.3 Four
- 2013: Patrick Alavi – Quiet Punk